# P2RY10
No campo da biologia molecular, P2RY10 é uma proteína que pertence ao grupo dos receptores P2Y e que, em seres humanos, é codificada pelo gene P2RY10.